# Bougainvillia multicilia
Bougainvillia multicilia är en nässeldjursart som först beskrevs av Ernst Haeckel 1879.  Bougainvillia multicilia ingår i släktet Bougainvillia och familjen Bougainvilliidae. Inga underarter finns listade i Catalogue of Life.